# 이정 (1541년)
이정(李霆, 1541 ~ 1622)은 조선 중기의 화가이다. 자는 중섭, 호는 탄은이며, 세종의 5세손이다.

## 생애
석양정에 임명되었다가 석양군으로 피봉되었다. 그는 묵화를 잘 그렸는데, 대나무에 특히 뛰어났으며 시와 글씨에도 능하였다. 임진왜란 때 한쪽 팔이 부러졌는데, 팔이 나은 후부터 화필이 더욱 능숙해졌다. 작품으로 〈우죽도〉, 〈풍죽도〉 등이 있다.